# Kallós (település)
Kallós (Kalište) egykori község a Besztercebányai járásban, Balázs és Dóval között Szlovákiában.

## Története
Az Udvari Kamara telepítette a 18. században.
A 18. század végén Vályi András így ír róla: „KALIST. Elegyes falu Zólyom Várm. földes Ura a’ Bányászi Kamara, lakosai katolikusok, és más félék, fekszik Podkonitzához közel, és annak filiája.”
Fényes Elek 1851-ben kiadott geográfiai szótárában így ír a faluról: „Kalist, Zólyom m. tót falu, Urvölgyétől északra sürű erdők közt. 139 kath. lak. F. u. a kamara.”
A trianoni diktátum előtt Zólyom vármegye Besztercebányai járásához tartozott.
A második világháború alatt a visszavonuló Wermacht gyújtotta fel 1945 márciusában. A falu újjáépítése helyett a lakosságot Besztercebányára telepítették, a falu területe pedig a szomszédos Balázs községhez került 1949-ben.

## Lásd még
- Balázs